# Gerardo Galindo
Gerardo Galindo (23 de mayo de 1978 en Cuernavaca, México) (apodado el Jerry) es un exjugador de fútbol profesional mexicano que se retiró con el Altamira FC del Ascenso MX. Generalmente ocupaba la posición de mediocampista defensivo, aunque algunas veces también se desempeñaba como interior derecho.

## Trayectoria
Se desempeñó como contención en la segunda época dorada de los Pumas de la UNAM durante el segundo periodo de Hugo Sánchez al frente del equipo, consiguiendo dos títulos de manera consecutiva en Clausura 2004, primero venciendo en tiros de penal al Club Deportivo Guadalajara y seis meses, en el Apertura 2004 después, venciendo al Club de Fútbol Monterrey, también ganó el título de Campeón de Campeones contra el Club de Fútbol Pachuca y el Trofeo Santiago Bernabeu contra el Real Madrid.
Posteriormente pasó al Club Necaxa con quien descendió a la Primera División A (ahora Ascenso MX)
Fue capitán del Monterrey y campeón en el Apertura 2009 debido a las ausencias de los lesionados Luis Pérez y Jesús Arellano. Vistió los colores del Club Tijuana de la fronteriza ciudad. Para el Clausura 2012 fue fichado por el club Estudiantes Tecos, y para el siguiente año lo hace con el Altamira, allí se retiró. Fue Auxiliar Técnico de Jaime Lozano en el Querétaro Fútbol Club. Actualmente es Director Técnico de Pumas Sub-15. 

### Clubes
| Club                      | País                | Año         | Partidos | Goles | Media |
| ------------------------- | ------------------- | ----------- | -------- | ----- | ----- |
| Club Universidad Nacional | México              | 1997 - 2006 | 217      | 2     | 0.01  |
| Club Necaxa               | México              | 2006 - 2008 | 85       | 1     | 0.01  |
| Club de Fútbol Monterrey  | México              | 2009 - 2010 | 50       | 0     | 0     |
| Club Tijuana              | México              | 2010 - 2011 | 30       | 0     | 0     |
| Estudiantes Tecos         | México              | 2012        | 11       | 0     | 0     |
| Altamira Fútbol Club      | México              | 2013        | 10       | 0     | 0     |
| Total en su carrera       | Total en su carrera | 1997 - 2013 | 403      | 3     | 0.01  |

## Selección nacional

### Participaciones en fases finales
| Competición            | Categoría | Sede           | Resultado        | Partidos | Goles |
| ---------------------- | --------- | -------------- | ---------------- | -------- | ----- |
| Copa USA 2000          | Absoluta  | Estados Unidos | Tercer lugar     | 1        | 0     |
| Copa Oro CONCACAF 2005 | Absoluta  | Estados Unidos | Cuartos de final | 3        | 1     |
| Total                  | –         | –              | –                | 4        | 1     |

Resumen estadístico
| Torneo                             | Partidos | Goles |
| ---------------------------------- | -------- | ----- |
| Amistosos                          | 4        | 0     |
| Clasificación para la Copa Mundial | 2        | 0     |
| Copa Oro CONCACAF                  | 3        | 1     |
| Copa USA                           | 1        | 0     |

### Partidos internacionales
| #  | Fecha                   | Rival          | Sede             | Estadio               | Resultado | Competición                |
| -- | ----------------------- | -------------- | ---------------- | --------------------- | --------- | -------------------------- |
| 1  | 4 de junio de 2000      | Irlanda        | Chicago          | Soldier Field         | 2-2       | Copa USA 2000              |
| 2  | 15 de octubre de 2003   | Uruguay        | Chicago          | Soldier Field         | 0-2       | Amistoso                   |
| 3  | 10 de julio de 2005     | Guatemala      | Los Ángeles      | Memorial Coliseum     | 4-0       | Copa Oro CONCACAF 2005     |
| 4  | 12 de julio de 2005     | Jamaica        | Houston          | Reliant Stadium       | 1-0       | Copa Oro CONCACAF 2005     |
| 5  | 17 de julio de 2005     | Colombia       | Houston          | Reliant Stadium       | 2-1       | Copa Oro CONCACAF 2005     |
| 6  | 17 de agosto de 2005    | Costa Rica     | Ciudad de México | Estadio Azteca        | 2-0       | Clasificación Mundial 2006 |
| 7  | 3 de septiembre de 2005 | Estados Unidos | Ohio             | Columbus Crew Stadium | 0-2       | Clasificación Mundial 2006 |
| 8  | 28 de febrero de 2007   | Venezuela      | San Diego        | Qualcomm Stadium      | 3-1       | Amistoso                   |
| 9  | 25 de marzo de 2007     | Paraguay       | Monterrey        | Estadio Tecnológico   | 1-2       | Amistoso                   |
| 10 | 28 de marzo de 2007     | Ecuador        | Oakland          | McAfee Coliseum       | 4-2       | Amistoso                   |

### Goles internacionales
| # | Fecha               | Rival     | Marcador | Resultado | Competición            |
| - | ------------------- | --------- | -------- | --------- | ---------------------- |
| 1 | 10 de julio de 2005 | Guatemala | 3-0      | 4-0       | Copa Oro CONCACAF 2005 |

## Palmarés
| Título               | Club      | País   | Año  |
| -------------------- | --------- | ------ | ---- |
| Primera División     | UNAM      | México | 2004 |
| Primera División     | UNAM      | México | 2004 |
| Campeón de Campeones | UNAM      | México | 2004 |
| Primera División     | Monterrey | México | 2009 |